# Bigelow Hollow State Park
Bigelow Hollow State Park ist ein State Park im US-Bundesstaat Connecticut auf dem Gebiet der Gemeinde Union. Er ist umgeben vom Nipmuck State Forest und grenzt an den Mashapaug Lake. Park und Wald befinden sich in einer großen Senke (hollow), die ca. 210 m unter die umgebenden Bergrücken abfällt.

## Geographie
Der Park bildet zusammen mit dem umgebenden Nipmuck State Forest und weiteren Waldgebieten des Yale Forest, des Natchaug State Forest, des Norcross Wildlife Refuge, und Wäldern der Hull Foresters einen der größten zusammenhängenden Wälder im südlichen Neuengland. Zum Park gehören 209 ha (240 ha mit Wasserflächen, 18 ha nimmt Bigelow Pond ein;). Die umgebenden Wälder erstrecken sich über 325 km2. Im Norden wird Bigelow Hollow State Park vom Mashapaug Pond begrenzt. Bigelow Brook verbindet die beiden Seen.
Den Park erreicht man über die Interstate 84 (Ost) und die Route 171.

## Freizeitmöglichkeiten
Im Park gibt es Möglichkeiten zum Wandern und Picknicken, es gibt eine Landungsstelle für Boote und es ist erlaubt zu schwimmen und zu angeln. Im Winter gibt es auch Möglichkeiten zum Eisangeln. Fischarten sind Forellen, Forellenbarsch und Amerikanischer Hecht.
Im Park beginnen auch die Wanderwege, die den nahegelegenen Breakneck Pond umrunden. Die Vegetation im Park ist zum größten Teil immergrün und es kommt vor, das Pfade zugewachsen. Auch Campen ist im Park erlaubt.
Eine Hauptattraktion im Winter sind ausgewiesene Pfade zum Snowmobil-Fahren.